# Patrick (île de Man)
Pour les articles homonymes, voir Patrick.
Patrick est une paroisse administrative de l'île de Man, située dans le sheading de Glenfaba.